# Programmes scolaires
 (février 2014).
Un programme d'enseignement est un programme d'étude de différentes disciplines enseignées dans un établissement d'enseignement, qu'il soit public ou privé. Élaborer le programme, engager les consultations, organiser le soutien nécessaire, tout cela constitue un processus étalé sur plusieurs années. Les principales étapes en sont : la conception et la rédaction des programmes, qui comprennent des processus de relecture et d›approbation, et l’élaboration du soutien systémique connexe.

## Par pays

### En France
En France, la scolarité n'est pas obligatoire, c'est l'instruction qui l'est. Les parents peuvent donc choisir de scolariser leur enfant dans un établissement scolaire (public ou privé) ou bien d'assurer eux-mêmes cette instruction. L'instruction est obligatoire à partir de 3 ans et jusqu'à l’âge de 16 ans révolus, et la formation est obligatoire de 16 à 18 ans. 
La France possède un système éducatif centralisé, dans lequel le programme national est défini, appliqué et évalué au niveau national. La scolarité de l'école maternelle à la fin du collège est organisée en quatre cycles pédagogiques successifs : 
1. Le cycle 1 correspond aux trois niveaux de l'école maternelle appelés respectivement : petite section, moyenne section et grande section ;
2. Le cycle 2 correspond aux trois premières années de l'école élémentaire appelées respectivement : cours préparatoire (CP), cours élémentaire première année (CE1) et cours élémentaire deuxième année (CE2) ;
3. Le cycle 3 correspond aux deux années de l'école élémentaire suivant le cycle des apprentissages fondamentaux et à la première année du collège appelées respectivement : cours moyen première année (CM1), cours moyen deuxième année (CM2) et classe de sixième ;
4. Le cycle 4, cycle des approfondissements, correspond aux trois dernières années du collège appelées respectivement : classes de cinquième, de quatrième et de troisième.

En France, l’ECD/EDH est principalement dispensée par le biais de l’éducation civique, qui est enseignée par les professeurs d’histoire et de géographie. Les priorités sont définies au niveau national et mises en oeuvre au niveau local, par l’adoption de compétences clés comme les « compétences civiques et sociales » ou le développement d’« une culture humaniste ». 
En France, le programme d’éducation civique comprend un apprentissage pratique sous forme d’études de cas et le Ministère de l’éducation encourage chaque année les écoles à prévoir l’intégration d’activités d’éducation à la citoyenneté démocratique et l'éducation aux droits de l’homme dans leurs plans d’action annuels. 

#### École maternelle
L'école maternelle constitue le cycle 1, ou cycle des apprentissages premiers. Le programme d'enseignement entrant en vigueur à la rentrée 2015 a été publié au Bulletin officiel de l'Éducation nationale (BOEN) du 2 mars 2015. Il est organisé en cinq domaines d'enseignements :
- Mobiliser le langage dans toutes ses dimensions
- Agir, s'exprimer, comprendre à travers l'activité physique
- Agir, s'exprimer, comprendre à travers les activités artistiques
- Construire les premiers outils pour structurer sa pensée
- Explorer le monde

#### École élémentaire et collège
La scolarité des élèves de 6 à 11 ans se décompose désormais en trois cycles qui couvrent la scolarité élémentaire et la scolarité au collège :
- le cycle 2, cycle des apprentissages fondamentaux, correspond aux trois premières années de l'école élémentaire appelées respectivement : cours préparatoire, cours élémentaire première année et cours élémentaire deuxième année (CP-CE1-CE2) ;
- le cycle 3, cycle de consolidation, correspond aux deux années de l'école élémentaire suivantes et à la première année du collège appelées respectivement : cours moyen première année, cours moyen deuxième année et classe de sixième (CM1-CM2-6e) ;
- le cycle 4, cycle des approfondissements, correspond aux classes de cinquième, quatrième et troisième du collège.

Les nouveaux programmes des cycles 2, 3 et 4 sont publiés conjointement au Bulletin officiel de l'Éducation nationale (BOEN) du 30 juillet 2020 et entrent en vigueur, dans tous les niveaux de classes, à la rentrée 2020. Ils s'appuient sur l'entrée en vigueur du nouveau socle commun de connaissances, de compétences et de culture que les élèves doivent avoir acquis à l'issue de la scolarité obligatoire. 
Le programme du cycle 2 comprend les enseignements suivants : 
- Français
- Langue vivante (étrangère ou régionale)
- Enseignements artistiques
- Arts plastiques
- Éducation musicale
- Éducation physique et sportive
- Enseignement moral et civique
- Questionner le monde
- Mathématiques

Le programme du cycle 3 comprend les enseignements suivants,  :
- Français
- Langues vivantes (étrangères ou régionales)
- Arts plastiques
- Éducation musicale
- Histoire des arts
- Éducation physique et sportive
- Enseignement moral et civique
- Histoire-géographie
- Sciences et technologie
- Mathématiques

Le programme du cycle 4,  comprend les enseignements suivants :
- Français
- Langues vivantes (étrangères ou régionales)
- Arts plastiques
- Éducation musicale
- Histoire des arts
- Éducation physique et sportive
- Enseignement moral et civique
- Histoire et géographie
- Physique-chimie
- Sciences de la vie et de la Terre
- Technologie
- Mathématiques
- Éducation aux médias et à l'information

#### Lycée
Au lycée, le programme dépend de la voie (générale, technologique ou professionnelle) et de la filière, le cas échéant.

### Allemagne
Il n’y a pas d'école maternelle en Allemagne, mais les enfants peuvent intégrer (c'est facultatif)[style à revoir] le jardin d'enfants « Kindergarten » ou la crèche « Kindertagesstätte » en attendant la scolarisation obligatoire à 6 ans.

### Italie
L'école maternelle (scuola dell'infanzia) a une durée de 3 ans (enfants de 3-6 ans, éventuellement 2 ans et demi) et elle n'est pas obligatoire. Elle comprend 3 classes, selon l'âge des enfants : «piccoli», «medi» et «grandi». Les enfants apprennent à vivre dans une communauté et à respecter les règles de la vie sociale ;  à devenir autonomes et à s'occuper de leur corps à communiquer avec leurs camarades et les adultes à travers plusieurs langages : le dessin, les gestes, la musique, l'éducation physique.

### Espagne
L'éducation de la petite enfance comprend la garderie (guardería), le jardin d'enfant (jardín de la infancia) et la maternelle (escuela infantil), jusqu'à 6 ans. Le nombre d'écoles publiques et privées varie considérablement selon la ville et la région. Pendant la dernière année de maternelle, les rudiments de l'écriture, de la lecture et de l'arithmétique sont enseignés pour les préparer à l'école primaire.

### Royaume-Uni
Il n'y a pas d'école maternelle, l'enfant entre directement à l'école primaire lorsqu'il a 4 ans[réf. nécessaire].

### Irlande
En Irlande, l’apprentissage au moyen d’activités, de débats et d’actions est un trait majeur de l’éducation civique, sociale et politique. L’accent mis sur l’apprentissage actif apparaît clairement dans les documents de cours, la formation continue des enseignants, l’emploi du temps et l’évaluation. 

### Finlande
En Finlande, la mise en oeuvre décentralisée du programme assure une flexibilité méthodologique dans la réalisation des objectifs de l'éducation à la citoyenneté démocratique et de l'éducation aux droits de l’homme et encourage les enseignants à faire preuve de créativité, à expérimenter et à partager leurs idées avec d’autres par l’intermédiaire d’une plateforme structurée en ligne créée par le Conseil national de l’éducation. En Finlande, l'éducation à la citoyenneté démocratique et de l'éducation aux droits de l’homme est un volet important des sciences sociales, obligatoires, qui est également intégré dans l’ensemble des activités et matières scolaires par l’intermédiaire de thématiques transversales, comme la citoyenneté participative et l’entrepreneuriat, l’identité culturelle et l’internationalisme et le développement individuel.

### Costa Rica
Au Costa Rica, l’effort de réforme des programmes scolaires a abouti à la modélisation d’une nouvelle forme d’inclusion des parties prenantes à tous les niveaux du pilotage du projet et de la prise de décisions. Autrefois, ces efforts étaient placés sous la direction exclusive du Ministère de l’éducation publique (MEP). Cette fois, dans le cadre de la réforme de l’éducation à la citoyenneté, tant les groupes de travail que le comité directeur – responsable au plus haut niveau de la gestion du projet, sous la direction du ministère – étaient formés d’employés du MEP, mais aussi de consultants extérieurs, parmi lesquels des consultants individuels, mais aussi des organisations. Une des grandes innovations de la réforme curriculaire costaricaine est la possibilité pour la communauté de participer au développement des projets éducatifs. Cette avancée est importante, puisqu’elle permet à diverses institutions (tant publiques que privées) appartenant aux communautés scolaires de participer à la planification des activités visant à encourager le développement local. Le contact avec les instances gouvernementales, les différentes autorités publiques, et même avec le secteur privé local, permet aux élèves d’intégrer leurs projets éducatifs dans la réalité dominante de leur environnement. Il offre aussi la possibilité à d’autres secteurs de soutenir et de promouvoir le développement d’activités qui seront avantageuses pour leurs communautés.

### Colombie
La Loi générale d’éducation prévoit que les élèves reçoivent une éducation à « la justice, la paix, la démocratie, la solidarité (...) » (article 14, d) et une formation « sociale, éthique, morale et [aux] autres valeurs du développement humain » (article 20, f). La Loi mentionne « l’éducation éthique et aux valeurs humaines » parmi les matières principales de l’éducation de base (article 23, 4), dont elle précise le caractère obligatoire, mais n’indique pas quel sens doit être donné à ces matières, ni comment il convient d’éduquer aux valeurs éthiques et morales.
Il incombe donc au Ministère de l’éducation d’apporter des éclaircissements et de fournir des directives aux écoles et aux enseignants pour permettre l’application de la loi. Celle-ci donne cependant toute liberté à la communauté éducative au niveau local et scolaire de « participer à la conception, à l’exécution et à l’évaluation de leur propre Proyecto Educativo Institucional (PEI) [Projet éducatif institutionnel] et à la bonne marche de l’établissement éducatif concerné » (article 6).

### Danemark
L’Institut danois des droits de l’homme a réalisé une étude de l’éducation aux droits de l’homme dans les établissements de l’enseignement primaire et du premier cycle de l’enseignement secondaire et les programmes de formation des enseignants au Danemark. Elle reposait sur une enquête par questionnaire, préparée en collaboration avec le Syndicat des enseignants danois, et sur 16 entretiens en groupe de discussion réunissant des enseignants et des formateurs d’enseignants représentant des écoles et des instituts de formation de l’ensemble du pays. L’étude portait, également, sur la législation danoise dans ce domaine, les objectifs communs, ainsi que les obligations du pays dans le cadre de l’Union européenne et des traités des droits de l’homme et les recommandations adressées au Danemark en matière d’éducation aux droits de l’homme.
L’étude montre qu’au Danemark, l’apprentissage des droits de l’enfant dans les établissements de l’enseignement primaire et du premier cycle du secondaire reste arbitraire. Elle formule une série de recommandations et de suggestions pour favoriser sa mise en oeuvre.

### Australie
Le processus d’élaboration vise à développer un curriculum contenant, pour chaque domaine ou discipline d’apprentissage, les éléments suivants :
- justification et buts indiquant schématiquement la place et l’objet du domaine, sa contribution à la réalisation de la déclaration nationale, et le principal apprentissage devant être démontré par les élèves ;

- descriptions du contenu, précisant les connaissances, compétences et aptitudes fondamentales devant être enseignées et acquises par les élèves, en prenant en compte, le cas échéant, les capacités générales et les priorités transcurriculaires ;
- élaboration du contenu (de la 1e à la 10e année) en donnant des exemples illustrant les descriptions du contenu ;
- normes de réussite, décrivant ce que l’enseignement dispensé doit avoir transmis aux élèves aux différentes étapes de leur scolarité ;
- exemples de travaux d’élèves annotés illustrant les normes de réussite[22].

## Responsabilité de la définition des programmes
Les efforts en matière d'élaboration et de révision des curricula sont naturellement dirigés et coordonnés par le ministère ou le département de l'éducation, ou, dans les systèmes décentralisés, par une autorité éducative exerçant au niveau de la région ou de l'école. Les gouvernements déploient leurs efforts en matière d’élaboration du curriculum de différentes façons : en prenant les décisions, en coordonnant les tâches techniques, en effectuant ces tâches, et en se chargeant des relations avec le public et de la communication.
Les parties prenantes à cet égard sont celles qui sont directement concernées par la mise en œuvre des curricula, ou qui en seront responsables, généralement du fait de leur lien direct avec les écoles. Ce sont les autorités de l'éducation qui identifient les parties prenantes, leurs points de vue et intérêts prévisibles, et celles qui vont participer à l'effort de réforme des programmes et de quelle manière. L'instauration d'un processus transparent et continu de consultations démontrera que l'effort d'éducation à la citoyenneté démocratique et l'éducation aux droits de l'homme admet différentes opinions et qu'il est le reflet des processus démocratiques.
Après sélection des personnes et des équipes chargées des travaux d’ordre technique associés à la révision ou à l'élaboration des compétences et des programmes, les responsables au premier chef des efforts de réforme du curriculum ont souvent mis en place un processus de renforcement des capacités destiné aux groupes de travail. Même les acteurs locaux et nationaux ayant une bonne connaissance de ces domaines peuvent tirer profit d'une formation qui les aide à développer une compréhension commune quant à « la mission, les objectifs, les tâches et les résultats escomptés ».

### Par pays
Dans le système éducatif français, les programmes d'enseignement sont élaborés sous la responsabilité du ministère de l'Éducation nationale.
Depuis l'adoption de la loi d'orientation et de programmation pour la refondation de l'École de la République, cette responsabilité est déléguée au Conseil supérieur des programmes, qui dépend directement du ministre de l'Éducation nationale.

## Sources
- Cet article est partiellement ou en totalité issu de la page « Élaboration et révision des programmes d’enseignement pour l’éducation à la citoyenneté démocratique et aux droits de l’homme » de UNESCO, le texte ayant été placé par l’auteur ou le responsable de publication sous la CC BY-SA 3.0 IGO